# Championnats du monde d'escrime 1956
Navigation
Édition précédente Édition suivante
Les championnats du monde d'escrime 1956 se déroulent à Londres.
N'y est organisée que la seule épreuve de fleuret féminin par équipe, épreuve absente des Jeux olympiques de Melbourne.

## Résultats
| Épreuves                               | Or | Argent                                                                                           | Bronze |
| -------------------------------------- | --- | ------------------------------------------------------------------------------------------------ | --- |
| Fleuret                                | |                                                                                                  | |
| Femmes par équipes résultats détaillés | Union soviétique- Vivetta Yagodina - Emma Yefimova - Tamara Yevplova - Valentina Rastvorova - Nadezhda Shitikova - Aleksandra Zabelina | France- Kate Bernheim - Renée Garilhe - Lylian Guyonneau - Françoise Mailliard - Régine Veronnet | Hongrie- Lídia Dömölky-Sákovics - Ilona Elek - Margit Elek - Katalin Kiss - Magdolna Nyári-Kovács - Györgyi Marvalics-Székely |

## Tableau des médailles
| Rang | Nation           | Or | Argent | Bronze | Total |
| ---- | ---------------- | -- | ------ | ------ | ----- |
| 1    | Union soviétique | 1  | 0      | 0      | 1     |
| 2    | France           | 0  | 1      | 0      | 1     |
| 3    | Hongrie          | 0  | 0      | 1      | 1     |